# Lycaneptia nigrobasalis
Lycaneptia nigrobasalis là một loài bọ cánh cứng trong họ Cerambycidae.